# La Stazione
La Stazione ("La Estación") es un restaurante de comida italiana y una antigua estación de ferrocarril en la villa de New Paltz en el condado de Ulster, Nueva York. El edificio fue el primero de dos estaciones ferrocarrileras construidas en la ciudad de New Paltz y es la única estación del tren de Wallkill Valley que se mantiene en su lugar de origen. 
Después de un prolongado debate sobre si se construiría del lado este u oeste del Wallikill River, fue edificada en 1870 en el banco este, dentro de la villa de New Paltz. La línea de ferrocarril fue inaugurada en un extensa ceremonia el 20 de diciembre de 1870. Una década después la estación se convirtió en un punto de partida popular al hotel Mohonk Mountain House para los turistas, incluyendo a dos presidentes de los Estados Unidos. A finales del siglo XIX, más de una docena de diligencias cruzaban la estación y Mohonk todos los días. 
La estación se incendió en 1907 pero fue reconstruida ese mismo año. El incremento del automóvil causó el paro de funcionamiento del servicio de pasajeros en 1937; para 1959 la estación fue completamente cerrada. Después de la clausura, fue utilizada para una variedad de negocios, incluyendo una estación de televisión de acceso libre. No obstante, el servicio de carga a lo largo de Wallkill Valley continuó hasta 1997, cuando el corredor fue cerrado al tráfico regular. 
El edificio estaba tan deteriorado para 1980 que casi fue demolido y las vías cercanas fueron quitadas y vendidas como chatarra en 1984. A pesar de esto el edificio no fue demolido y se renovó en 1988. Fue utilizado como oficina de bienes raíces y las vías se reinauguraron cinco años después como vía ferroviaria para Wallkill Valley. En 1999, la estación se convirtió en un restaurante italiano y recibió su nombre actual, La Stazione. El edificio fue expandido en el 2003 y se utilizó como locación de una escena de turba de una película en el 2008.

## Planificación y construcción

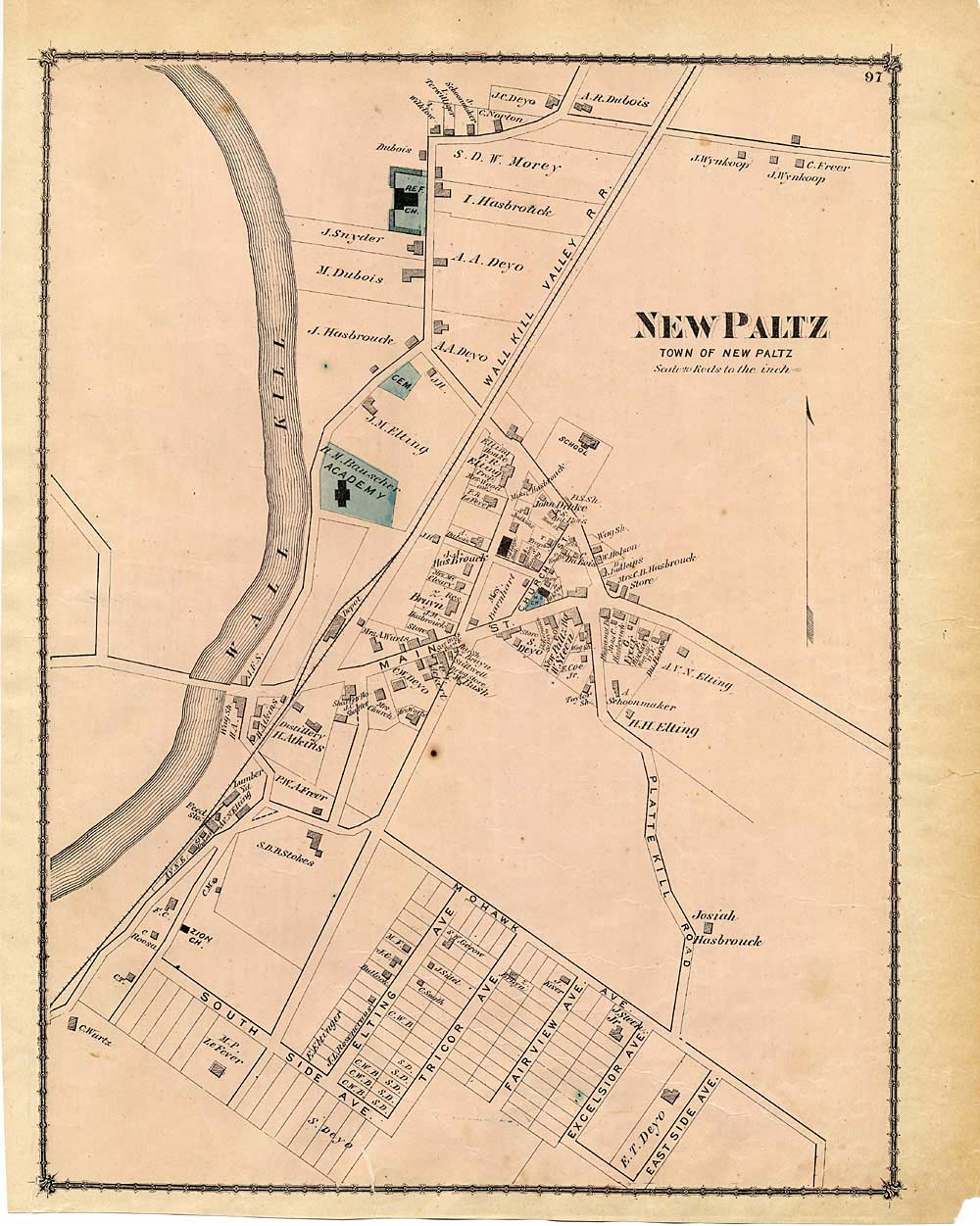
Este mapa de 1875 muestra el depósito ferroviario recién construido en la villa al este de Wallkill River.

En febrero de 1864, se había propuesto extender la ruta del ferrocarril de Wllikill Valley entre las ciudades de Shawangunk and New Paltz. Un reconocimiento geográfico por ingenieros civiles se utilizó para determinar la posible ruta y costo del proyecto, que fue puesto en marcha en marzo del mismo año. La propuesta controversia entre las posibles direcciones de la ruta, pudiendo correr al este u oeste del Wallkill River en New Paltz. La ruta oeste era aproximadamente 100 pies (30,5 m) más corta, mientas que la ruta este costaría un aproximado de $25,000. No obstante, se creía que el incremento de la actividad económica si la línea de riel corre al este del río, a través de la villa de New Platz, amortiguaría el gasto. Unir la línea de riel a través de New Platz costaría $123,000 y fue completada en enero de 1869. El ferrocarril de Wallkill Valley fue la primera línea de riel en el condado de Ulster y fue anunciado como una cura para el aislamiento de la región desde el resto del mundo industrializado.

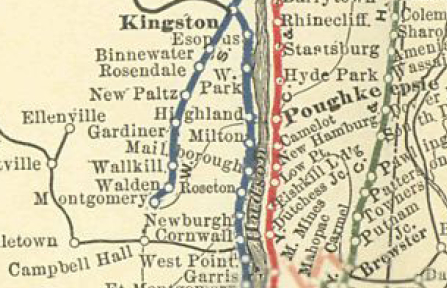
La línea de riel original se extendía de Montgomery a Kingston.

En noviembre de 1869, el carril de depósito de Gardiner, al sur de New Paltz, se abrió ceremoniosamente por el presidente del ferrocarril, Floyd McKinstry. La estación de inmediato comenzó a ver el tráfico regular. Una segunda estación en Gardiner fue construida en el caserío de Forest Glen en el norte de la región.
La compañía de ferrocarriles fue contratada para iniciar la construcción en New Paltz el 18 de mayo de 1870  y el trabajo en la estación de New Paltz comenzó ese día. El depósito fue diseñado para ser de 20 por 80 pies (6,1 m) de 24,4. El diseño incluía mercancías y equipajes, así como una casa tanque de agua y el motor. La estación tenía dos salas de espera, mientras que la mayoría de las estaciones de la línea Wallkill sólo tenían una. La estación de New Paltz, al igual que con las otras estaciones del valle de Wallkill, se basa en patrones estándar " en lugar de [estar diseñados] individualmente por arquitectos".
La mitad de la madera de construcción de la estación de vino de Honesdale, Pensilvania, a través del canal de Delaware y Hudson y su marco se planteó el 1 de julio de 1870. El trabajo se completó en septiembre de 1870. John C. Deyo había proporcionado la carpintería, Snyder y Fuller lo pintaron, y John C. Shaffer fue el contratista. Shaffer también construyó viviendas para los trabajadores del ferrocarril.
La mampostería de un puente sobre el arroyo Plattekill entre Gardiner y New Paltz se completó a finales de junio de 1870, y la del caballete fue realizado en julio. .  A partir de finales de septiembre de 1870, se comenzó el trazado de vías entre Gardiner y New Paltz. Las pistas llegaron al puente Plattekill Creek a finales del mes de octubre,  y la línea de ferrocarril alcanzó New Paltz el 1 de diciembre de 1870.

## Inauguración y operación temprana

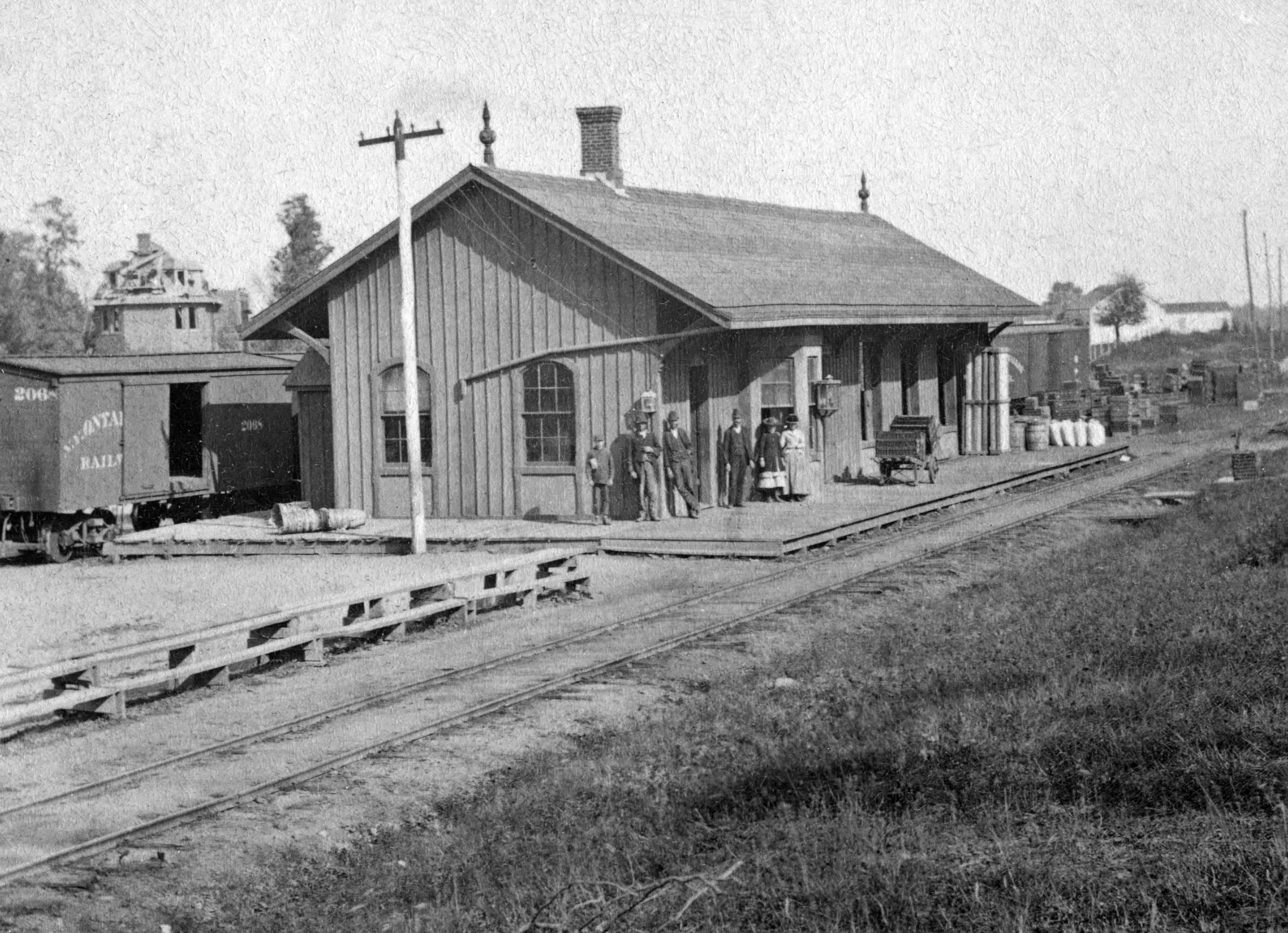
La apariencia de la estación original recién construida.

La línea de riel se inauguró oficialmente en Nuew Paltz el 20 de diciembre de 1870 en una extensa celebración que duró todo un día. En ese momento, la línea de riel de Wallkill Valley se conectaba a la rama sur de Erie Railroad's Montgomery–Goshen; un tren inaugural que alojaba a 350 pasajeros corrió hasta Goshen haciendo paradas en cada estación en el camino, antes de redirigirse a New Paltz. El telégrafo de la estación era utilizado para "recibir decisiones de curso" a lo largo de 1870.
El 3 de marzo de 1880, tres hombres robaron la caja fuerte de la estación, irrumpieron en el depósito por la noche y arrastraron la caja al centro de la estación. Intentaron taladrar hoyos y explotarla con pólvora, pero después de este fallido intento, cortaron uno de los lados. El contenido de la caja eran 300 cigarrillos, algunos billetes y papeles. Después de que los sospechosos fueron arrestados en Poughkeepsie, el sheriff era reacio a transferir a los sospechosos a New Paltz. La policía de Poughkeepsie fueron insistentes en que debían ser pagados dados sus servicios. Un día después de su arresto, se le permitió a los hombres asistir a la barbería para ser afeitados; algunos testigos fueron incapaces de reconocerlos debido a eso y los agentes fueron reprendidos públicamente por incompetencia. Los cigarros en los bolsillos de los sospechosos eran idénticos a los de la caja y junto con herramientas recuperadas por el lugar de los hechos, los hombres fueron finalmente identificados. Los sospechosos fueron llevados a una cárcel en Kingston en espera de la decisión de un jurado de aquel abril. Una gran multitud se reunió en el depósito de New Paltz para verlos partir. Los hombres fueron descritos como "malhechores de primera calidad" con algo de "estilo" y fueron tan eficientes abriendo la caja fuerte que "si hubieran tenido la oportunidad o un arma de fuego, hubieran salido de la cárcel tan sencillo y aburrido como el atravesar un montón de limones". Los hombres fueron condenados después de esto. Como resultado del robo, se le proveyó una revólver al agente de la estación Dwight Marsh y se convirtió en política no guardar objetos valiosos en la caja por las noches. El 8 de diciembre de 1880, otro ladrón irrumpió al depósito rompiendo una ventana y robó una caja de cigarrillos.
Dos cobertizos fueron construidos junto a la estación por 1881. EL terreno donde se construyeron fue comprado el año anterior por Albert Smiley, cofundador de Mohonk Mountain House por $500. Los cobertizos fueron utilizados para alojar a los caballos del resort. Durante este periodo, cerca de 14 carrozas al día transportaban a los inquilinos desde la estación hasta Mohonk. El West Shore Railroad adquirió la línea de riel de Wallkill Valley en junio de 1881 y colocó un acotamiento de las vías que pasaba por el depósito en 1887 para permitir el paso de trenes con "tarifas especiales" para visitantes de Minnewaska y Mohonk.
El presidente Chester A. Arthur visitó la estación junto con su hija en 1884. Fue recibido por el director de ferrocarriles y fue llevado a Lake Mohonk. El presidente Rutherford B. Hayes asistió ocasionalmente a conferencias en Mohonk Mountain House. En 1892, varios citadinos ofrecieron una recepción para él en la estación, dándole tres vivas "conmovedoras". Otros notables invitados de Mountain House que llegaron en tren fueron los cantantes de ópera Ernestine Schumann-Heink y el orador William Jennings Bryan. Un desagüe fun instalado de la estación a Wallkill River en 1905.

## Estación Springtown

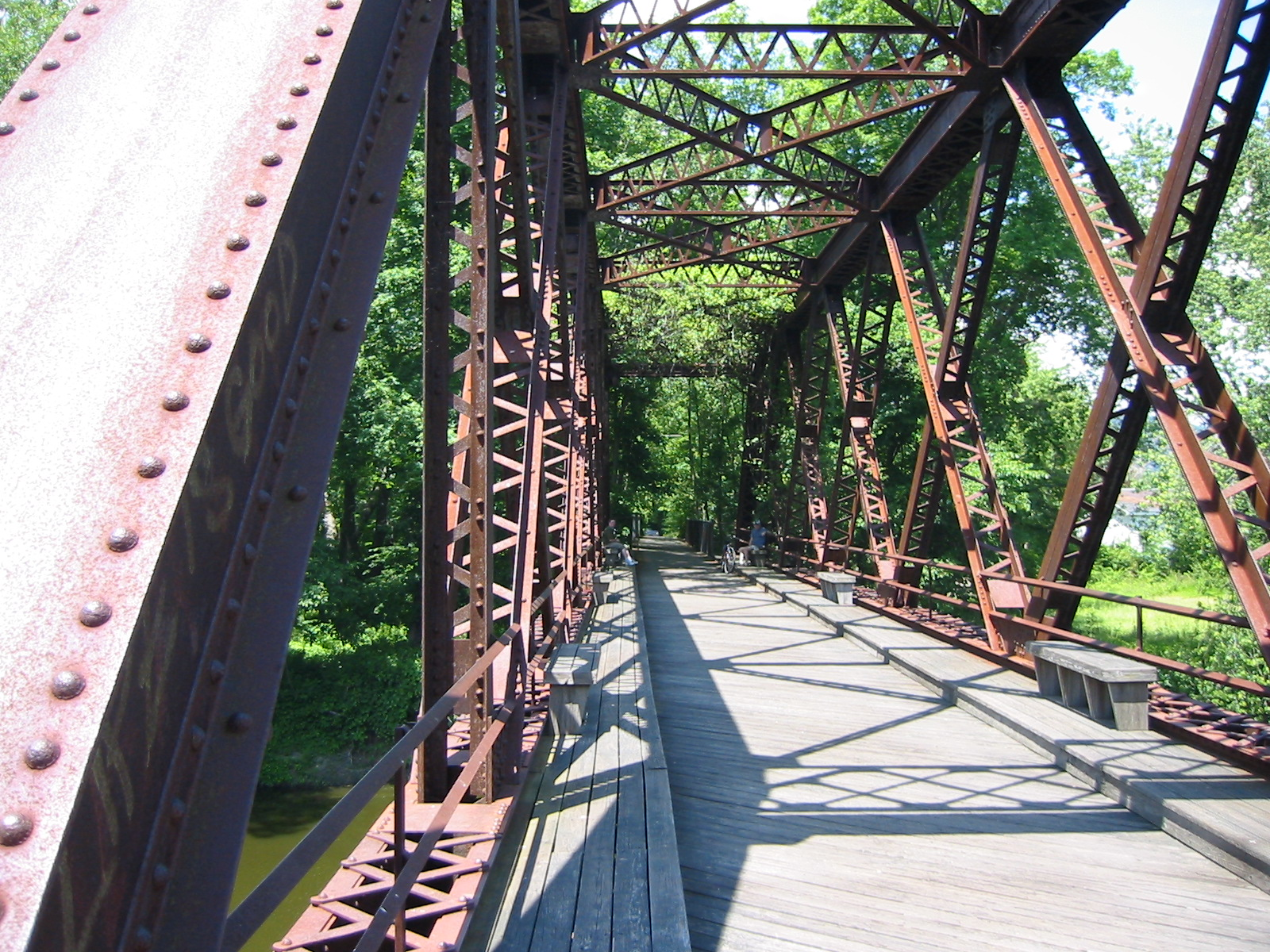
El antiguo puente del ferrocarril que lleva a la línea de ferrocarril sobre el río Wallkill a Springtown es ahora un puente público.

Tan pronto se terminó de construir la estación, una segunda fue construida en Springtown, una aldea de la parte noroeste de la ciudad de New Paltz que en algún momento acuñó su propia "oficina postal, escuela, hotel y garito y una serie de bares". La estación fue planeada con dos pisos en un área de 16 por 40 pies (4.9 por 12.2 m) Un puente de 413 pies (125,9 m) a lo largo de Wallkill River hacia Springtown fue terminado alrededor de diciembre de 1870, y la estación fue edificada en el punto donde se interceptaba Coffey Road y las vías del tren. A lo largo de su historia, la estación de Springtown fue habitado por varios inquilinos que tomaron la residencia.
La estación original de New Paltz se quemó las 4:45 A.M. el 23 de abril de 1907, dañando la carga y matando al perro del agente de la estación, E. J. Snyder's. El fuego se originó en la estufa de la oficina y se propagó rápidamente hasta que la agencia contra fuegos llegó. Un vagón de pasajeros se convirtió en la estación temporal hasta que el edificio fue reconstruido. A finales de septiembre de 1907, los cimientos de concreto y la estructura de la nueva estructura estaban edificados, pero el acabado interior no se comenzó hasta noviembre cuando la madera llegó. El depósito fue completamente reconstruido el 31 de diciembre de 1907 y comenzó a operarse el 7 de febrero de 1908. Mientras que la estación original tenía un techo de gablete, la nueva estación tenía uno de dos aguas. La dirección de las tablillas era horizontal; la estación original era vertical.  El almacén fue colocado lejos del depósito.
El edificio fue completamente reconstruido hasta 1911. Una casa fue edificada en el lugar del depósito de Springtown un año antes de ser reconstruida. La Comisión de Servicios Públicos de Nieva York, una agencia gubernamental fundada en 1907, dictó que la estación de Springtown era adecuada. La estación de Springtown no tenía un encargado ni bodega. En 1925, las chispas causadas por un tren en movimiento causó un incendio que quemó seis edificios traducidos en $7,000 en daños. la prominencia de la estación de New Paltz, así como el crecimiento de SUNY New Paltz en el pueblo, provocó la calidad de Springtown a una comunidad.

## Clausura

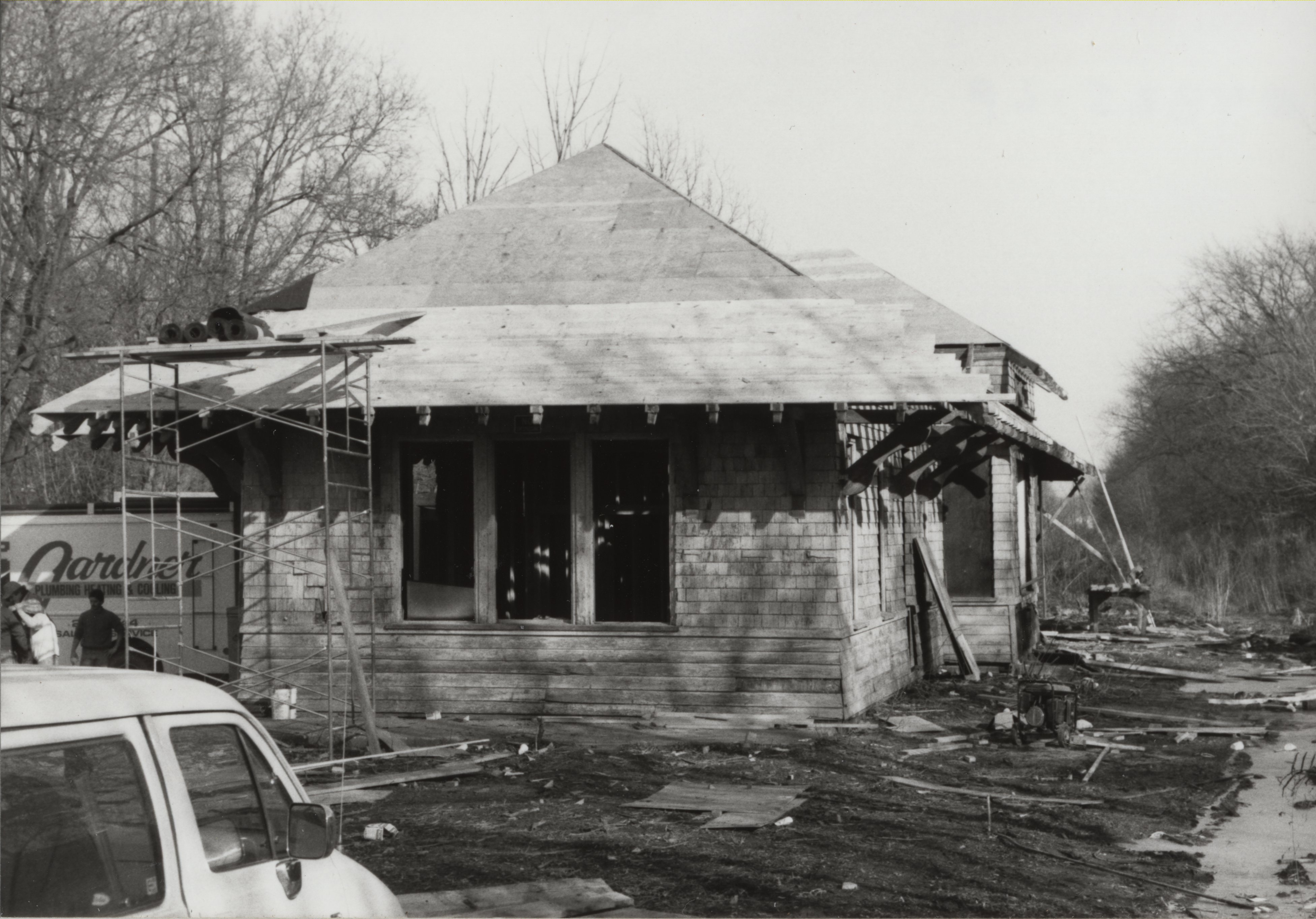
La antigua estación después de su cierre, siendo renovada por Robert Mark Realty en 1988

El servicio de pasajeros a lo largo de Wallkill Valley terminó en 1937, debido al incremento en el uso de los automóviles. En diciembre de 1958 el edificio (en ese momento propiedad de New York Central Railroad) dejó de utilizarse como estación de ferrocarril. Fue vendida en 1958 y se convirtió en la sala capitular de los Caballeros de Columbus y oficina de una estación de televisión abierta. Mientras era propiedad de la estación televisiva, el techo y piso fue reparado.
En abril de 1977, el dueño de la propiedad, Fetner and Gold Associates, intentó reabrir el edificio como Bar. El permiso fue rechazado; el alcalde de la villa se "opuso rotundamente" al prospecto y la mesa directiva creía que el Bar provocaría quejas de vecinos. Se creía también que sería peligrosa abrir un Bar cerca de las vías del tren y se encontrara cerca del centro histórico de Huguenot Street. El 31 de diciembre de 1977, el servicio de carga fue detenido a lo largo de Wallkill Valley. A inicios de 1980 el depósito se convirtió en un centro de para "tomar e ir de parranda" para los jóvenes, por lo que consideraron desmantelarla. Conrail, dueño de la línea de riel en ese momento, removió las vías entre 1983 y 1984 rescatando el acero.

## Renovación

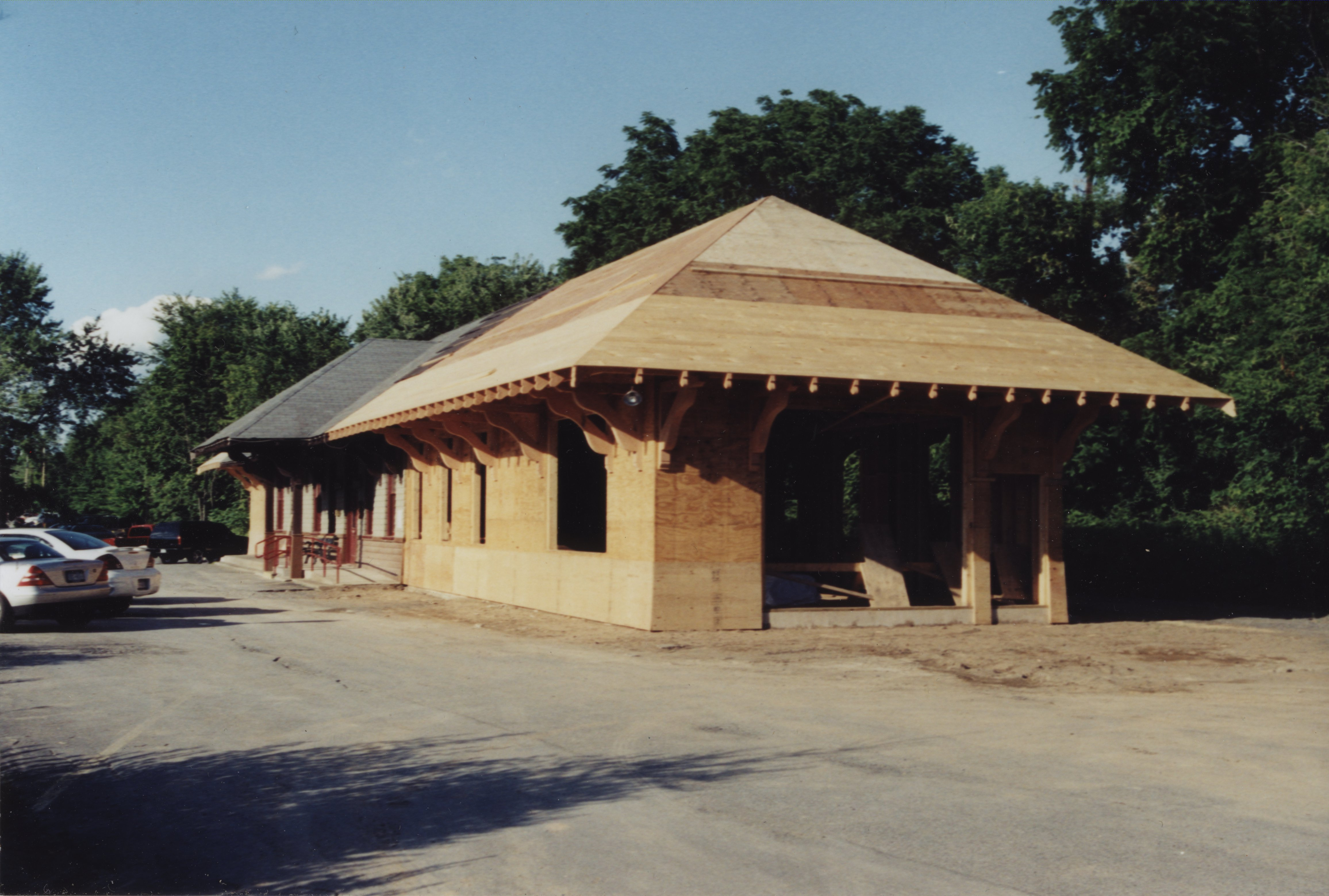
La Stazione siendo extendida en 2003

Robert Mark Realty adquirió la estación en 1986 y la renovó por $175,000. El trabajo comenzó en octubre de 1987 y estaba casi terminada en enero de 1988. Matt Bialecki, el arquitecto encargado de la renovación del salón de la ópera de New Paltz como un restaurante, estuvo al mando del proyecto. El contratista fue Wilro Builders. El diseño del edificio era del estilo Shyngle y el revestimiento era de madera. Habían bay windows en las caras este y oeste y vigas parcialmente visibles. El edificio se convirtió en la oficina de inmuebles.
El 9 de febrero de 1999, la villa aprobó el plan de abrir un restaurante italiano de 36 lugares bajo la copropiedad de dos hombres, Jeff DiMarco and Rocco Panetta. En ese momento la estación recibió el nombre de La Stazione. DiMarco había administrado anteriormente la construcción de un restaurante cercano,The Gilded Otter. Vendió su propiedad en agosto del 2000.

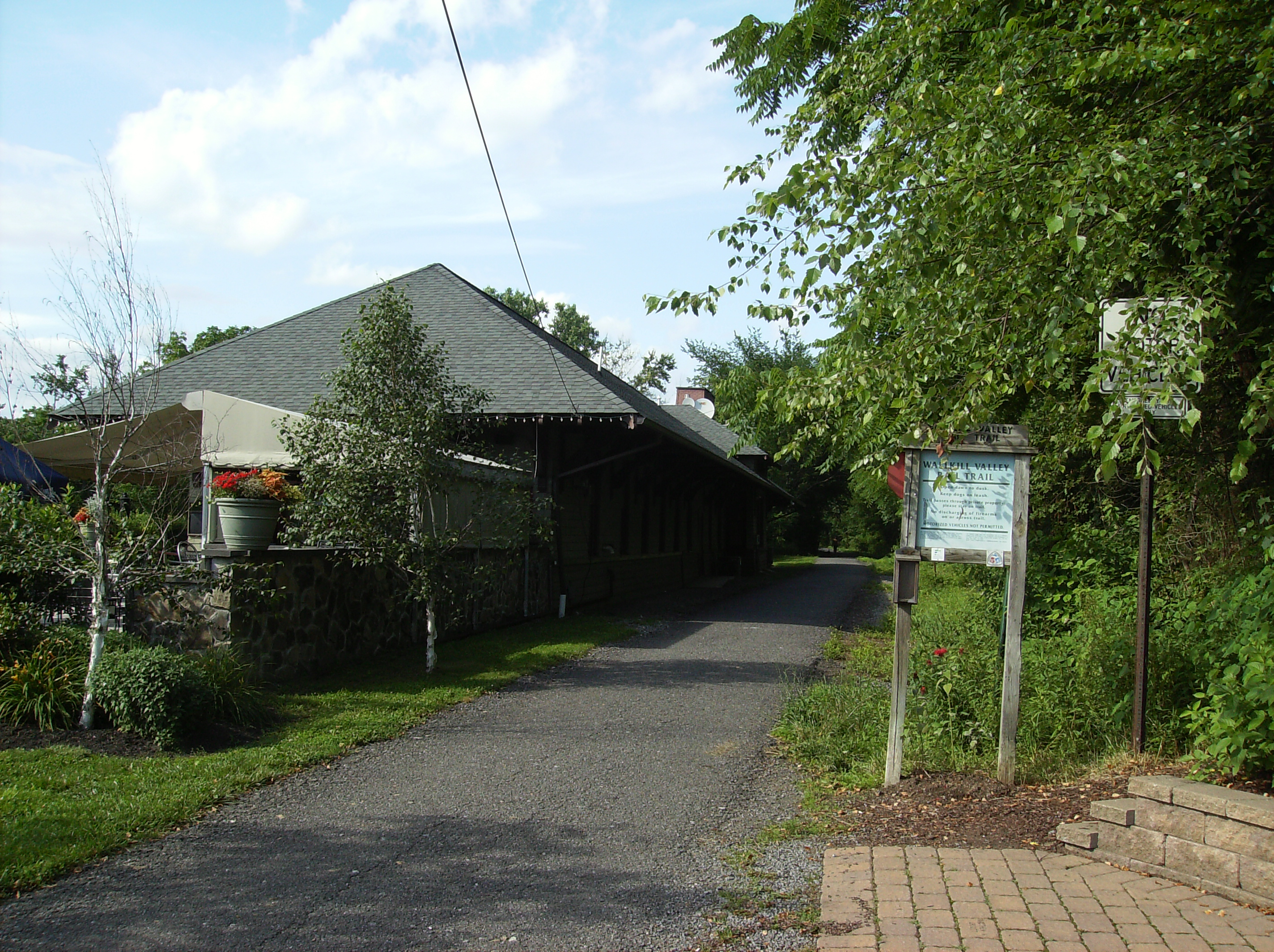
El edificio podía observarse desde la línea de rieles de Wallkill Valley

El edificio se encuentra a un costado de la vía del tren, al igual que una ciclovía a solo 3 pies (0,9 m) de la parte norte del edificio. La villa de New Paltz adquirió esta sección de las vías de Wallkill Valey de Conrail en 1991, siendo inaugurada el 9 de octubre de 1993 como una sendero para peatones llamado Wallkill Valley Rail Trail. El permiso que autorizó la operación del restaurante también requirió la implementación de una señal en el estacionamiento del lugar que indicaba la presencia del sendero. La villa permitió a La Stazione colocar una mesa pública para picnics techada a un lado de la línea de riel, con la condición de que el restaurante no ofreciera servicio de comida al exterior. En agosto de 1999, el restaurante se vio forzado a remover los tanques de gas y la línea que pasaba por debajo de las vías; el fracaso en la petición hizo que se removiera el certificado de ocupación, previniendo que el edificio se operara como restaurante.
En el 2001 la villa experimentó problemas con el desagüe en el área del restaurante. A principios del 2002 la villa aprobó los planes de expansión de La Stazione referentes a los problemas de drenaje; el restaurante ofreció instalar grandes tuberías a cambio de que la villa "costeara sus costos". Cuando la estación de Gardiner se quemó el 10 de octubre de 2002, La Stazione se convirtió en la última estación original de Wallkill Valley Railroad que se mantenía en su sitio original. El anexo del edificio se completó en el 2003.
Una escena de turba en la película Front Man fue rodada en La Stazione; el director de la película, Ray Genadry, es el primo del dueño del restaurante, Rocco Panetta. La escena fue protagonizada por Chris Colombo, hijo de Joseph Colombo, jefe de Colombo crime family. Colombo apareció anteriormente en 2005 en un documental sobre gánsteres televisado en HBO. El edificio fue agregado al New Paltz Downtown Historic District el 24 de julio de 2009.

## Estaciones originales en Wallkill Valley
- Binnewater Historic District
- Campbell Hall (Metro-North station)
- Kingston, New York railroad stations

## Enlaces
Referencias
1. ↑  «Railroad Meeting». New Paltz Times (New Paltz, NY: C.J. Ackert). 14 de febrero de 1864.
2. ↑  Miller, Sidney G. (25 de marzo de 1864). «Wallkill Valley Railroad from Shawangunk to New Paltz Report and Estimate». New Paltz Times (New Paltz, NY: C.J. Ackert).
3. ↑  «Rail-Road Meetings». New Paltz Times (New Paltz, NY: C.J. Ackert). 13 de febrero de 1868.
4. ↑  «Wallkill Valley Rail Road». New Paltz Times (New Paltz, NY: C.J. Ackert). 3 de diciembre de 1868.
5. 1 2 3 4  «Pasta junction – on the right track in New Paltz». Times Herald-Record (Middletown, NY: Dow Jones Local Media Group). 2 de julio de 1999. p. 24.
6. ↑  D.C. McMillan (7 de enero de 1869). «Wallkill Valley Railroad Meeting». New Paltz Independent (New Paltz, NY).
7. 1 2 3  Mabee, 1995, pp. 12–14.
8. ↑  New Paltz Independent (New Paltz, NY). 11 de noviembre de 1869.
9. ↑  New Paltz Independent (New Paltz, NY). 18 de noviembre de 1869.
10. ↑  Sylvester, 1880, p. 290.
11. ↑  «Railroad Progress». New Paltz Independent (New Paltz, NY). 19 de agosto de 1869.
12. ↑  New Paltz Independent (New Paltz, NY). 25 de mayo de 1869.
13. 1 2  Mabee, 1995, p. 47.
14. ↑  New Paltz Independent (New Paltz, NY). 9 de mayo de 1870.
15. ↑  New Paltz Independent (New Paltz, NY). 7 de julio de 1870.
16. ↑  New Paltz Times (New Paltz, NY: C.J. Ackert). 1 de septiembre de 1870.
17. 1 2  Mabee, 1995, p. 49.
18. ↑  New Paltz Times (New Paltz, NY: C.J. Ackert). 30 de junio de 1870.
19. ↑  New Paltz Independent (New Paltz, NY). 14 de julio de 1870.
20. ↑  «Railroad Items». New Paltz Independent (New Paltz, NY). 22 de septiembre de 1870.
21. ↑  «Railroad Items». New Paltz Independent (New Paltz, NY). 27 de octubre de 1870.
22. ↑  «Rail Line Completed to New Paltz». New Paltz Times (New Paltz, NY: C.J. Ackert). 1 de diciembre de 1870.
23. ↑  Mabee, 1995, p. 45.
24. 1 2  «The Testimony In The Safe Burglary Case». New Paltz Independent (New Paltz, NY). 11 de marzo de 1880. p. 2.
25. ↑  New Paltz Independent (New Paltz, NY). 18 de marzo de 1880.
26. 1 2  New Paltz Independent (New Paltz, NY). 16 de diciembre de 1880. p. 2.
27. ↑  New Paltz Independent (New Paltz, NY). 23 de junio de 1881.
28. ↑  New Paltz Independent (New Paltz, NY). 16 de diciembre de 1880.
29. ↑  «Alfred H. Smiley and Albert K. Smiley». Redlands Historical Society. Archivado desde el original el 13 de julio de 2011. Consultado el 22 de diciembre de 2010.
30. ↑  Mabee, 1995, p. 84.
31. ↑  Mabee, 1995, p. 39.
32. 1 2  Mabee, 1995, p. 85.
33. ↑  Mabee, 1995, pp. 84–85.
34. ↑  New Paltz Independent (New Paltz, NY). 28 de julio de 1905.
35. 1 2 3  Mabee, 1995, pp. 52, 155.
36. ↑  Sylvester, 1880, p. 13.
37. 1 2  Townshend, Mike (11 de noviembre de 2010). «Springtown, N.Y. Historic Huguenot’s Heyl de Ortiz lectures on forgotten town». New Paltz Times (Kingston, NY: Ulster Publishing). Archivado desde el original el 17 de julio de 2011. Consultado el 31 de enero de 2011.
38. ↑  New Paltz Times (New Paltz, NY: C.J. Ackert). 5 de enero de 1870.
39. ↑  Chazin, 2001, pp. 289–290.
40. ↑  New Paltz Independent (New Paltz, NY). 15 de diciembre de 1870.
41. ↑  Mabee, 1995, p. 155.
42. ↑  New Paltz Independent (New Paltz, NY). 3 de junio de 1881.
43. ↑  «Fire Damages New Paltz Station». Daily Freeman (Kingston, NY). 23 de abril de 1907. p. 3. Consultado el 8 de diciembre de 2010.
44. ↑  «Station in a Car». Daily Freeman (Kingston, NY). 3 de mayo de 1907. p. 1. Consultado el 8 de diciembre de 2010.
45. ↑  New Paltz Independent (New Paltz, NY). 8 de noviembre de 1907.
46. ↑  New Paltz Independent (New Paltz, NY). 31 de diciembre de 1907.
47. ↑  New Paltz Independent (New Paltz, NY). 7 de febrero de 1908.
48. ↑  New Paltz Independent (New Paltz, NY). 30 de agosto de 1907.
49. ↑  New Paltz Independent (New Paltz, NY). 18 de noviembre de 1910.
50. ↑  Reports of the Board of Public Utility Commissioners of the State of New Jersey 4. Union Hill, NJ: Hudson Printing Company. 1917. p. 240. Consultado el 5 de febrero de 2011.
51. ↑  «Springtown Satisfied». Daily Freeman (Kingston, NY). 26 de mayo de 1911. Consultado el 23 de enero de 2011.
52. ↑  «Fire Destroys Six Buildings At Springtown». New Paltz Independent and Times (New Paltz, NY). 18 de junio de 1925.
53. ↑  New Paltz Independent and Times (New Paltz, NY). 12 de agosto de 1937.
54. ↑  Mabee, 1995, p. 133.
55. ↑  «New York Central to Close Stations at New Paltz, Wallkill, Walden, Rosendale, Gardiner». New Paltz Independent and Times (New Paltz, NY). 17 de diciembre de 1958.
56. 1 2  «Back on Track». Times Herald-Record (Middletown, NY: Dow Jones Local Media Group). 9 de marzo de 1988.
57. 1 2  «'No Bar in R.R. Station', Zoning Bd. Of Appeals». New Paltz News (New Paltz, NY). 13 de abril de 1977.
58. 1 2  «Railroad Station Bar Denied by Zoning Board». Huguenot Herald (New Paltz, NY). 13 de abril de 1977.
59. ↑  Thomas, Lauren (14 de enero de 1999). «Old New Paltz railroad station may become Italian restaurant». Huguenot Herald (New Paltz, NY).
60. ↑  Mabee, 1995, p. 135.
61. ↑  Muise, Jeff (25 de enero de 1984). Times Herald-Record (Middletown, NY: Dow Jones Local Media Group). p. 30.
62. ↑  Mabee, 1995, p. 139.
63. 1 2  «New Paltz rail station to become real estate office». Huguenot Herald. 7 de enero de 1988.
64. 1 2 3  Larson, Neil (March 2009). «National Register of Historic Places Registration: New Paltz Downtown Historic District» (Java). New York State Office of Parks, Recreation and Historic Preservation. p. 4 of 31 (document p. 24). Archivado desde el original el 9 de diciembre de 2011. Consultado el 4 de marzo de 2011.
65. ↑  Suzuki, Chiho (11 de febrero de 1999). «Rail station to become restaurant». Daily Freeman (Kingston, NY: Journal Register Company).
66. 1 2  Fanelli, Diane (17 de febrero de 1999). «A new restaurant for the New Paltz Gateway». New Paltz News (New Paltz, NY).
67. ↑  «Custom home building». Huguenot Herald (New Paltz, NY). 17 de agosto de 2000.
68. ↑  Perls, 2003, p. 342.
69. ↑  «Final Phrase B Report of the New Paltz Transportation-Land Use Project» (PDF). Village of New Paltz. 20 de junio de 2006. p. 52. Archivado desde el original el 18 de julio de 2011. Consultado el 7 de febrero de 2011.
70. ↑  Mabee, 1995, pp. 141–144.
71. ↑  Fanelli, Diane (18 de agosto de 1999). «La Stazione required to meet site plans». New Paltz News (New Paltz, NY).
72. ↑  Quinn, Erin (19 de agosto de 1999). «Dispute concerning La Stazione's encroachment on the rail trail settled». Huguenot Herald (New Paltz, NY).
73. ↑  «Village Board or Trustees Meeting Minutes for December 12, 2001» (PDF). Village of New Paltz. 16 de enero de 2002. p. 4. Archivado desde el original el 9 de febrero de 2011. Consultado el 7 de febrero de 2011.
74. ↑  «Village Board or Trustees Meeting Minutes for January 23, 2002» (PDF). Village of New Paltz. 10 de abril de 2002. p. 3. Archivado desde el original el 9 de febrero de 2011. Consultado el 7 de febrero de 2011.
75. ↑  «Village Board or Trustees Meeting Minutes for September 25, 2002» (PDF). Village of New Paltz. 30 de octubre de 2002. p. 5. Archivado desde el original el 9 de febrero de 2011. Consultado el 7 de febrero de 2011.
76. ↑  Mabee, 2003, p. 22.
77. ↑  Mackson, Oliver (18 de agosto de 2007). «New Paltz restaurant a hit in 'Mob" movie». Times Herald-Record (Middletown, NY: Dow Jones Local Media Group). Consultado el 14 de diciembre de 2010.
78. ↑  «Front Man (2008)». IMDB. Consultado el 14 de diciembre de 2010.
79. ↑  Mackson, Oliver (1 de abril de 2007). «After a trial fails to find him guilty of racketeering, Chris Colombo explores a few new possibilities». Times Herald-Record (Middletown, NY: Dow Jones Local Media Group). Consultado el 14 de diciembre de 2010.
80. ↑  «House Arrest Starring Chris Colombo (TV 2005)». IMDB. Consultado el 14 de diciembre de 2010.
81. ↑  «National Register of Historic Places Listings». National Register of Historic Places. 31 de julio de 2009. Consultado el 4 de marzo de 2011.

Bibliografia
- Chazin, Daniel D. (2001). New York Walk Book: A Companion to the New Jersey Walk Book (7th edición). Mahwah, NJ: New York – New Jersey Trail Conference. ISBN 1-880775-30-1.
- Mabee, Carleton (2003). Gardiner and Lake Minnewaska. Mount Pleasant, SC: Arcadia Publishing. ISBN 0-7385-1185-4.
- Mabee, Carleton (1995). Listen to the Whistle: An Anecdotal History of the Wallkill Valley Railroad. Fleishmanns, NY: Purple Mountain Press. ISBN 0-935796-69-X.
- Perls, Jeffrey (2003). Shawangunks Trail Companion: A Complete Guide to Hiking, Mountain Biking, Cross-Country Skiing, and More Only 90 Miles from New York City. Woodstock, VT: Countryman Press. ISBN 0-88150-563-3.
- Sylvester, Nathaniel Bartlett (1880). History of Ulster County, New York, with Illustrations and Biographical Sketches of its Prominent Men and Pioneers: Part Second: History of the Towns of Ulster County. Philadelphia, PA: Everts & Peck. OCLC 2385957.
- Wiatrowski, Claude A. (2007). Railroads Across North America: An Illustrated History. St. Paul, MN: Voyageur Press. ISBN 978-0-7603-2976-4.